# Tennis op de Gemenebestspelen 2010
Tennis is een van de sporten die beoefend werden tijdens de Gemenebestspelen 2010 in Delhi. Het was de eerste keer dat tennis deel uitmaakte van het programma van de Gemenebestspelen. Het tennistoernooi vond plaats van 4 tot en met 10 oktober in het RK Khanna Tennis Complex.

## Onderdelen en programma
Er werden vijf onderdelen georganiseerd. In de onderstaande tabel staan de onderdelen en de speeldata. De finales hebben een gouden achtergrond.
| Onderdeel           | Deelnemers | 4    | 5     | 6    | 7     | 8            | 9            | 10           |
| ------------------- | ---------- | ---- | ----- | ---- | ----- | ------------ | ------------ | ------------ |
| enkelspel, mannen   | 32         | 1e R | 1e R  | 2e R | 1/4 F | 1/2 F        |              | Brons Finale |
| dubbelspel, mannen  | 16         |      | 1e R  | 1e R | 1/4 F | 1/2 F        | Brons Finale |              |
| enkelspel, vrouwen  | 32         | 1e R | 1e R  | 2e R | 1/4 F | 1/2 F        |              | Brons Finale |
| dubbelspel, vrouwen | 16         |      | 1e R  | 1e R | 1/4 F | 1/2 F        | Brons Finale |              |
| dubbelspel, gemengd | 16         | 1e R | 1/4 F |      | 1/2 F | Brons Finale |              |              |

## Medailles

### Medaillewinnaars
| Onderdeel      | Goud                            | Goud | Zilver                          | Zilver | Brons                           | Brons |
| -------------- | ------------------------------- | ---- | ------------------------------- | ------ | ------------------------------- | ----- |
| enkelspel (m)  | Somdev Devvarman                | IND  | Greg Jones                      | AUS    | Matthew Ebden                   | AUS   |
| dubbelspel (m) | Paul Hanley Peter Luczak        | AUS  | Ross Hutchins Ken Skupski       | ENG    | Mahesh Bhupathi Leander Paes    | IND   |
|                |                                 |      |                                 |        |                                 |       |
| enkelspel (v)  | Anastasia Rodionova             | AUS  | Sania Mirza                     | IND    | Sally Peers                     | AUS   |
| dubbelspel (v) | Anastasia Rodionova Sally Peers | AUS  | Olivia Rogowska Jessica Moore   | AUS    | Sania Mirza Rushmi Chakravarthi | IND   |
|                |                                 |      |                                 |        |                                 |       |
| dubbelspel (g) | Jocelyn Rae Colin Fleming       | SCO  | Anastasia Rodionova Paul Hanley | AUS    | Sarah Borwell Ken Skupski       | ENG   |

## Medailleklassement
| Plaats | Land      | Goud | Zilver | Brons | Totaal |
| 1      | Australië | 3    | 3      | 2     | 8      |
| 2      | India     | 1    | 1      | 2     | 4      |
| 3      | Schotland | 1    | 0      | 0     | 1      |
| 4      | Engeland  | 0    | 1      | 1     | 2      |
| Totaal | Totaal    | 5    | 5      | 5     | 15     |